# Leotiales
Ordre
Les Leotiales sont un ordre de champignons ascomycètes de la classe des Leotiomycetes.

## Liste des familles
- Bulgariaceae
- Leotiaceae